# Trofeo Conde de Fenosa 1968
El Trofeo Conde de Fenosa de 1968  fue la primera edición de esta competición internacional veraniega de fútbol que tuvo lugar en La Coruña, España, teniendo como principal anfitrión al Real Club Deportivo de La Coruña.
El primer campeón del certamen fue el Racing Club de Avellaneda, de Argentina; quién venció al Flamengo de Brasil en la semifinal por 2 a 0, y al club anfitrión en la final por 1 a 0. Siendo el único equipo argentino y el primer equipo no europeo (siendo únicamente dos) en ganar el trofeo en toda la historia de dicha competición.
En esta misma gira internacional, Racing Club obtuvo también el Trofeo Internacional Costa del Sol 1968, disputado en Málaga.

## Lugar de disputa
|  |

|  |  |

|  |

|  |  |

|  |

|  |  |

|  |

|  |  |

## Participantes
| Racing Club | Flamengo | Deportivo |

## Cuadro
|  | Semifinal 24 de agosto de 1968 | Semifinal 24 de agosto de 1968 | Semifinal 24 de agosto de 1968 |                     |   | Final 26 de agosto de 1968 | Final 26 de agosto de 1968 | Final 26 de agosto de 1968 |  |
|  |                                |                                |                                |                     |   |                            |                            |                            |  |
|  |                                |                                |                                |                     |   |                            |                            |                            |  |
|  |                                |                                |                                |                     |   |                            |                            |                            |  |
|  |                                |                                |                                |                     |   |                            |                            |                            |  |
|  |                                |                                |                                |                     |   |                            |                            |                            |  |
|  |                                | Racing Club                    | Racing Club                    | 1                   |   |                            |                            |                            |  |
|  |                                |                                |                                | 1                   |   |                            |                            |                            |  |
|  |                                |                                | Deportivo La Coruña            | Deportivo La Coruña | 0 |                            |                            |                            |  |
|  | Racing Club                    | Racing Club                    | Deportivo La Coruña            | Deportivo La Coruña | 0 | 2                          |                            |                            |  |
|  | Racing Club                    | Racing Club                    |                                |                     |   | 2                          |                            |                            |  |
|  | Flamengo                       | Flamengo                       | 0                              |                     |   |                            |                            |                            |  |
|  | Flamengo                       | Flamengo                       | 0                              |                     |   |                            |                            |                            |  |
|  |                                |                                |                                |                     |   |                            |                            |                            |  |

## Semifinal
| 24 de agosto de 1968 | Racing Club                        | 2:0 (1:0) | Flamengo | Estadio de Riazor, La Coruña |  |
|                      | Martinoli 36' · Dinarte 75' (a.g.) |           |          |                              |  |

## Final
| 26 de agosto de 1968 | Racing Club   | 1:0 (0:0) | Deportivo La Coruña | Estadio de Riazor, La Coruña |  |
|                      | Salomone 130' |           |                     |                              |  |

| Bandera de Argentina           |
| Campeón Racing Club 1.o título |

### Goleadores
| Jugador          | Club        | Goles | PJ |
| ---------------- | ----------- | ----- | -- |
| Jaime Martinoli  | Racing Club | 1     | 2  |
| Roberto Salomone | Racing Club | 1     | 2  |